# Apocephalus triangularis
Apocephalus triangularis är en tvåvingeart som beskrevs av Brown 2000. Apocephalus triangularis ingår i släktet Apocephalus och familjen puckelflugor. Inga underarter finns listade i Catalogue of Life.